# Edouard Aidans
Edouard Aidans (Andenne, 13 augustus 1930 - Gesves, 6 september 2018) was een Belgische striptekenaar.
Aidans begon zijn carrière als striptekenaar op 15-jarige leeftijd met het illustreren van verhalen in de serie De verhalen van Oom Wim voor het tijdschrift Robbedoes. Daarna ging hij voor  uitgeverij Lombard werken en verschenen zijn tekeningen onder meer in het stripweekblad Kuifje. Hij werkte aanvankelijk onder het pseudoniem 'Joke'.
In Kuifje illustreerde hij in het begin verschillende korte (historische) verhalen. In 1960 debuteerde hij met zijn eerste lang stripverhaal, Het groene dossier en iets later de stripreeks Bob Binn, getekend in een humoristische stijl op scenario van André-Paul Duchâteau en later Jacques Acar. In 1961 startte Aidans met het tekenen van de prehistorische strip Toenga waarvoor hij zelf de teksten schreef. Deze realistisch getekende strip sloeg goed aan bij het lezerspubliek van Kuifje. 
Andere bekende stripverhalen van Aidans die in Kuifje verschenen zijn de avonturen van de familie Kleester (vanaf 1962), eerst naar een scenario van Jacques Acar en daarna door Yves Duval, en De Panters (vanaf 1971), op scenario van Greg. In 1979 verliet Aidans het stripblad Kuifje om mee te werken aan het nieuwe stripblad Wham, waarvoor hij de serie Tony Stark maakte op scenario van Jean Van Hamme. In 1983 keerde hij echter terug naar Kuifje met Toenga, waarvan er tot het begin van de jaren 90 verschenen steeds nieuwe delen verschenen.
Bij uitgeverij Dargaud verschenen drie albums van Andreas de Florentijn op scenario van Jean Dufaux en in 1992 zorgde Aidans voor een korte opleving van de strip Bernard Prince door twee afleveringen te tekenen op scenario van Greg. Aidans heeft onder het pseudoniem 'Hardan' ook meegewerkt aan de Rooie oortjes serie.
Om zijn grote productiviteit vol te houden, werkte Aidans met verschillende assistenten, zoals Laverdure, Chris Lamquet, Marc Hardy en Magda.
In 2001 werd de bibliotheek van Andenne, zijn geboorteplaats, omgedoopt tot Bibliothèque Edouard Aidans en in 2006 werd hem door de Belgische Kamer van Stripexperts Le prix du géant de la bande dessinée toegekend voor zijn gehele oeuvre. 